# Башкирский национализм

Голубой-зелёно-белый флаг — основной символ башкирского национального движения, в том числе башкирских националистов, флаг Башкурдистана

Башкирский национализм (башк. Башҡорт милләтселеге) — националистическая идеология, ставящая своей целью развитие башкирской идентичности и башкирской государственности.

Вариант голубо-зелёно-белого флага с добавлением белого полумесяца и белой пятиконечной звезды — один из символов башкирских националистов

## Истоки башкирской национальной идеи

### Деятельность башкирской интеллигенции
Уже к концу XIX в. усилиями первых башкирских интеллигентов стал формироваться башкирский литературный язык и башкирская культура современного типа. На рубеже конца XIX в и начала XX веков башкирская националистическая идея развивалась параллельно становлению общественно-политических идей российских мусульман. Главной проблемой башкирских идеологов того времени была реформация ислама, в частности дискуссии между джадидистами и кадимистами, а национальному вопросу уделялось куда меньше внимания. Башкирский и татарский языки того времени не использовали в своих трудах категорию национализма, а вместо него использовалось понятие умма. Слово «миллят», в переводе с арабского обозначавшее национальность, появилось в литературе и публикациях башкирских писателей только в 1910 г..

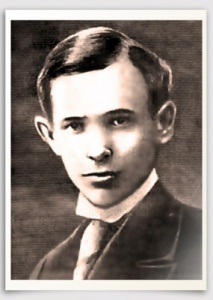
Шайхзада Бабич. Классик башкирской национальной литературы. Участник башкирского национально-освободительного движения, один из членов Башкирского Правительства (1917—1919)

Интерес к изучению происхождения своей народа мотивировал многих молодых авторов заниматься историческими и этнографическими исследованиями. Большинство работ башкирских писателей и исследователей публиковалось в татарских издательствах на татарском языке, но их труды описывали башкир как отдельный, самостоятельный народ. Среди наиболее известных трудов башкирских мыслителей можно выделить «Историю башкир» и «Историю Пугачева» Мунира Хадиева, «Исчезнут ли башкиры?» (1912 г.) Габдрашита Гумери, Мухаметши Бурангулова, Ахмета Заки Валиди. Литературные произведения на башкирском языке и на башкирскую тематику издавала группа писателей, среди которых был будущий классик башкирской литературы Шайхзада Бабич. Через некоторое время эти работы окажут значительное влияние на формирование башкирской националистической идеологии.
После революции 1905 года башкирская интеллигенция смогла заполучить несколько депутатских мест в Государственной Думе в них составе исламской фракции. Башкирские общественные объединения, всё же отстранялись от политических дискуссий, концентрируясь на просвещении и помощи малоимущим, однако эти объединения выдвигали власти требования, например — возврата отобранных угодий, снятия запрета использование лесов и реформы в сфере народного просвещения. В отношении образования башкирские организации требовали, чтобы преподавание велось на башкирском языке, а учителями были башкиры. Представители башкирских национальных организаций также выступали против распространения русского языка среди башкир. Аналогичные требования звучали в выступлениях башкирских депутатов Государственной Думы.

### Специфика национальной идеи

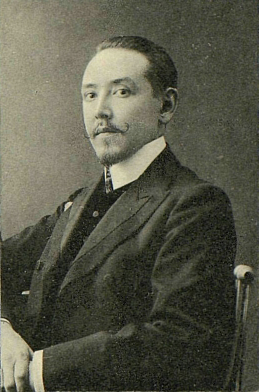
Алиаскар Сыртланов. Депутат государственной думы от Уфимской губернии

Ярким примером тому является выступление в Государственной Думе башкирского депутата Алиоскара Сыртланова, заявившего, что «каждая народность имеет право… на особые прирождённые права. Это право на защиту своей национальной и религиозной самобытности», то есть «на религиозное и национальное самоопределение».
Данный пассаж можно было бы отнести к проявлению классического национализма, если бы Сыртланов имел в виду башкир, но он имел в виду российских мусульман в целом, а не конкретную национальность. Националистическое мировоззрение тогда уже существовало, но для его окончательного оформления нужно было лишь заменить понятие уммы на «миллят» (национальность).

## Башкирское национальное движение
Прорыв в развитии башкирской националистической идеологии произошел в 1917 г., вскоре после Февральской революции, в результате стало оформляться башкирское национальное движение. Движение преследовало цели построения национальной государственности и возвращении отобранных в царское время земель. Политически активные башкирские круги, то есть интеллигенция и ряд крупных землевладельцев, были готовы заключить союз со всеми политическими группировками тогдашней России, при условии, что те согласятся вернуть земли, переданные переселенцам, и прекратят вырубку башкирских лесов. Но башкиры не встретили понимания ни со стороны Временного правительства. В Москве мая 1917 г. прошел I Всероссийский съезд мусульман. 10 мая 1917 года на этом съезде башкирскими делегатами было создано Башкирское областное бюро для организации и управления башкирским национальным движением. В составе бюро были А. Н. Ягафаров, С. Г. Мрясов, А. А. Валидов, Ю. С. Бикбов, Ю. Ю. Бикбов, А. С. Давлетшин, У. М. Куватов, Г. М. Куватов, Х. Игликов, Г. С. Идельбаев, Г. И. Мутин.
Основание Национального бюро ознаменовало важный шаг для башкирского национального движения, выходцы из Уфимской и Оренбургской губерний отошли от общей мусульманской уммы в виде политического представительства башкирского народа. Но всё же это не демонстрировало окончательный разрыв с концепцией единства мусульман России взамен на национализм, однако башкиры начали движение к этой цели.

Ключевой личностью в башкирском национальном движении, и в националистической среде, является Ахмет Заки Валиди. Он является отцом-основателем Башкурдистана, первой башкирской республики, и по совместительству учёным в области истории башкирского народа и тюрков. Его политическая деятельность заслужила поддержку в среде башкирских националистов, для некоторых из которых он является фигурой № 1 в башкирской истории. Неоднократно проходили выступления в защиту его памяти. Особую популярность получила его цитата: «Беҙ ҡыҙылдар ҙа түгел, беҙ аҡтар ҙа түгел, беҙ — Башҡорттар» «Beź qıźıldar źa tügel, beź aqtar źa tügel, beź — Başqorttar» (Мы не красные, мы не белые, мы — башкиры).

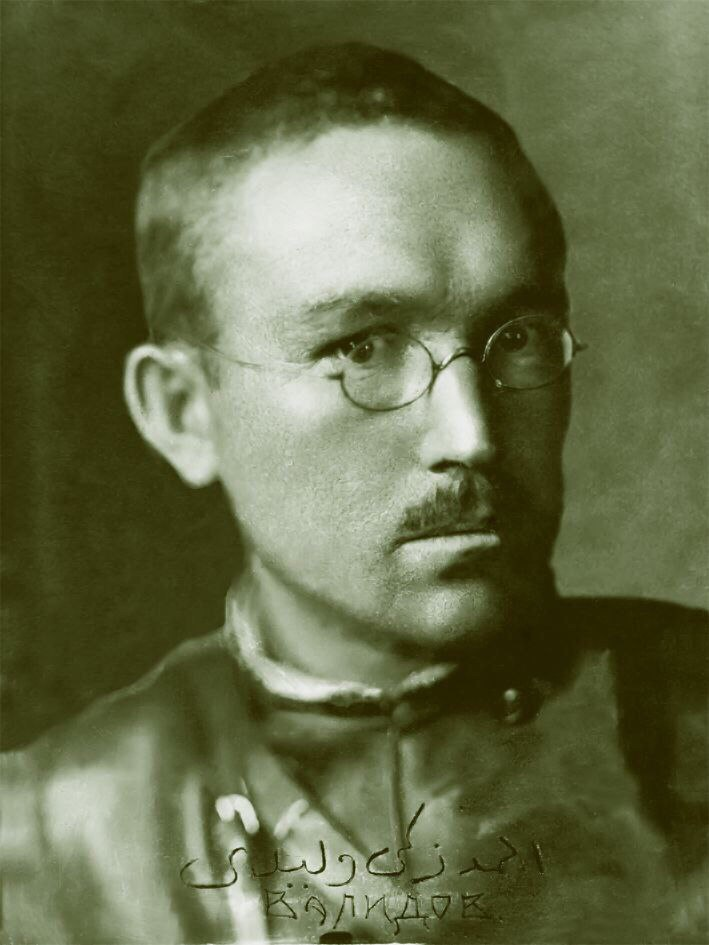
Ахмет Заки Валиди, один из основателей Башкурдистана

Важным моментом развития башкир и других народов в качестве независимых политических участников стало рассмотрение территориальных автономий и федеративного устройства России, которое в свою очередь раскололо участников съезда. Противниками этих идей были в первую очередь татарские делегаты, а сторонниками были — башкирские, кавказские, среднеазиатские и азербайджанские участники съезда. По этому поводу также высказывался Заки Валиди: «Племенной состав российских мусульман» заявил, что «мусульманской нации вообще не существует, и что попытки языкового и культурного объединения последователей ислама противоестественны.» Валиди предложил создать автономии на четырёх территориях: в Урянхае (нынешняя Танну-Тыва), Бакинской и Елисаветпольской губерниях (Азербайджан), Туркестане и казахских степях. В результате отсутствие консенсуса по вопросу автономии побудило делегатам, в том числе башкирским, провести уже собственные съезды.

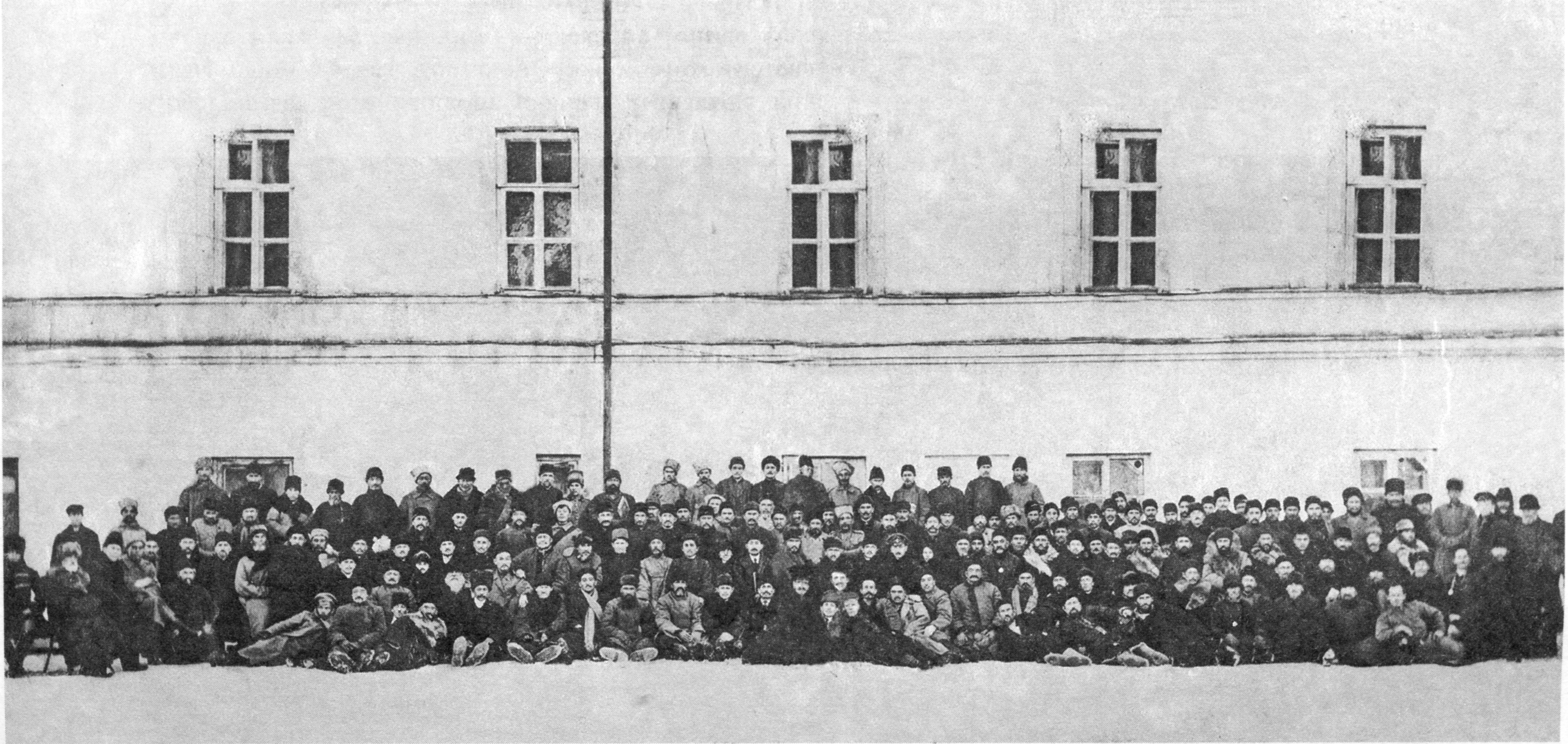
Делегаты III Всебашкирского учредительного съезда

Башкирское Бюро организовало I Всебашкирский курултай (съезд), состоявший с 20 по 27 июля 1917 года в Оренбурге. На курултае была дана оценка политической обстановки в России после Февральской революции, сформулирована дальнейшая стратегия движения и его идеология. На съезде также собирается Башкирское центральное шуро и выбирается его первый состав. На съезде в политической самоидентификации башкирской интеллигенции понятие «умма»(мусульмане) окончательно было вытеснено понятием «миллят»(Нация, народ). В резолюции, принятой делегатами на курултае, писалось: «Башкиры совершенно отличаются от живущих на их землях других мусульманских народностей как укладом жизни, так и языком, бытом и обычаем». Сформулированная в резолюции этническая самобытность стала отправной точкой для выдвижения следующих требований:
- Россия должна стать «демократической республикой, основанной на национальных и федеративных началах»;
- территории, заселенные башкирами, должны быть выделены отдельно;
- должна существовать возможность обмена землей между проживающими на территории немусульманами и башкирами, а также представителями других тюркских народов вне пределов этой территории;
- самоуправление следует организовать по национальному признаку;
- все земли, находящиеся во владении башкир, составляют достояние всего башкирского народа;
- все земли, несправедливо отобранные у башкир, должны быть им возвращены;
- следует создать башкирское национальное войско;
- следует создать реформированную систему башкирского образования.[2]

Также На курултае принимаются несколько резолюций, в том числе о создании Национально-территориальной автономии Башкурдистана в составе Российской республики
С 25 по 29 августа 1917 года в Уфе проходил II Всебашкирский курултай (съезд). На съезде принято решение о постоянном размещении Башкирского центрального шуро в здании Караван-сарая г. Оренбурга и об организации его секретариатов в Уфе и Челябинске. Утверждено ряд резолюций, в том числе о национальном единстве, о сохранении курса башкирского национального движения на создание национально-территориальной автономии и о поддержке Временного правительства. На съезде были также утверждены списки депутатов Всероссийского Учредительного собрания от башкир Уфимской, Оренбургской, Пермской и Самарской губерний.
25 октября 1917 года Шуро (Совет), избранный в качестве исполнительного органа Всебашкирского съезда, поставил точку в вопросе создания башкирского автономного управления мусульман без присутствия в нём татар: «Каждая народность и национальность, обладающие землею и имуществом, — говорилось в его первом указе, — должны заботиться о себе сами, свою жизнь, кровь, душу, имущество, собственность, землю охранять сами. Также для Башкирии единственной мерой к спасению является захват власти башкирским народом в свои руки, забота народа о себе самом, охрана своей жизни, крови, души своими собственными силами». Предметом озабоченности башкирских националистов были не только идентичность («душа») и жизнь («кровь») нации, но и её «собственность».
Группа радикальных интеллигентов, взявшихся за строительство башкирской автономии, была относительно небольшой, и у них имелись оппоненты в лице консерваторов во главе с Мухаммед-Габдулхаем Курбангалиевым, которые отвергали национальное самоопределение и выступали за создание башкирского автономного управления мусульман без присутствия в нём татар. Однако о том, что продвигаемый новой интеллигенцией национализм постепенно получал признание, свидетельствовало также и то, как кадимисты формулировали свои собственные политические постулаты, в которых говорилось не об «умме», а фактически о духовной автономии башкир. Нерешенная проблема языка и земли привела к радикализации (которую следует понимать, прежде всего, как принятие националистических лозунгов) большей части общества.
Башкирское центральное шуро Фарманом № 2 от 15 ноября (28 ноября) 1917 года провозглашает автономию Башкурдистана в составе России.
С 8 по 20 декабря 1917 года в Оренбурге проходил III Всебашкирский курултай (съезд). III Всебашкирский курултай (съезд) утвердил, провозглашённую Башкирским национальным шуро, территориально-национальную автономию Башкурдистана. Был учрежден Кесе-Курултай (предпарламент), и его состав.
20 декабря 1917 года Кесе-Курултаем учреждён высший исполнительный орган власти республики — Правительство Башкурдистана.

## История

### Конец 1980-х — 1990-е годы
Кризис в ВЛКСМ вызвал ликвидацию комсомольских организаций, и как следствие появилась проблема организации молодёжи, однако в период конца перестройки начали появляться новые молодёжные организации. Молодёжь предоставила свою замену комсомольцам и партии в лице неформальных объединений, которые уже быстро формировались в данный период в БАССР. Ведущую роль в общественных организациях играли учащиеся, студенты, интеллигенция. Большинство участников этих объединений не были комсомольцами и коммунистами, а чаще всего были просто из числа недовольных формализмом и бюрократией государственных организаций.
В 1988 году был создан «Центр национальной культуры „Ак тирма“ Республики Башкортостан», а в 1989 году была основана другая общественная организация «Башкирский народный центр „Урал“», эти общественные движения ставили своей целью сохранение и поддержку культуры и языка башкирского народа, защиту прав как коренного народа Урала и популяризацию среди башкир активного участия в общественно-политической жизни Башкортостана.
На этническо-политическое развитие башкир и Республики Башкортостан довольно сильно оказали влияние молодёжные националистические объединения 90-х и начала 2000-х годов. Процессы вызванные «перестройкой», вызвали позитивные настроения в среде юных националистов. В итоге среди башкирской молодёжи стал расти интерес к политической жизни Башкортостана. Однако снижение уровня жизни и экономических показателей в результате радикальных экономических реформ в России в начале 90-х годов отрицательно вылилось на общественной жизни молодёжи и на её политические сознание, элементами которого являются: ценности и установки; политическая идеология..
Как уже писало ранее, начавшийся на волне перестройки с демократизацией страны рост национального самоопределения привел к созданию молодёжных национальных организаций. Национальные движения к концу 80-х годов охватывают всё более широкие слои населения. По мере нарастания национального сознания у населения республики шло интенсивное становление этнополитических организаций, расширялась их социальная база. Деятельность национальных объединений, с одной стороны, способствовала резкому росту национального самосознания, консолидации наций, их политизации, с другой — усиления напряжённости в межнациональных отношениях, обособлению людей по национальному признаку. После оформления Башкирского национального центра «Урал» возникают Башкирский народный конгресс, Башкирская народная партия. 16 мая 1990 г. проходит учредительное Союза башкирской молодёжи.
Впервые о себе СБМ заявил 16 мая 1990 года на своём учредительном собрании. 15 сентября 1990 года в молодёжной газете «Ленинец» было опубликовано заявление группы молодых башкирских националистов. Активисты Союза башкирской молодёжи отмечали, что «во всем мире слово „националист“ не имеет отрицательной окраски и означает просто „патриот своей нации“». 3 ноября был проведен первый съезд организации, председателем был избран Ринат Баимов.
В первой половине 90-х годов СБМ приобрёл известность благодаря таким акциям, как срыв нового флага РСФСР со здания Общественно-политического центра (выражался протест по поводу возвращения «имперской» символики), где проходила сессия Верховного Совета Башкирской АССР; захват уфимского телерадиоцентра в знак протеста против перенесения выборов Президента БАССР; митинги в знак протеста против войны в Чечне. Сильный резонанс получил митинг, посвященный вводу российского паспорта нового образца, организованный СБМ 3 ноября 1997 года.
Пик политической активности СБМ относиться к концу 90-х. В 1998 году Союз башкирской молодёжи поддержал выдвижение М. Г. Рахимова на второй срок Президента Республики Башкортостан и взял на себя основную часть агитационной работы. Была разработана программа «Стратегии и тактики предвыборной кампании М. Г. Рахимова на выборах Президента Республики Башкортостан». Союз башкирской молодёжи мобилизовал в свои ряды большое количество башкирской студенческой молодёжи для участия в политических акциях. Существование «башкирских» групп и факультетов вузов весьма облегчало активность СБМ в деле рекрутирования в свои ряды новых членов среди студенчества. Общая численность добровольцев достигла сотни человек.
Было отмечено, что политические акции постепенно исчезли из арсенала Союза башкирской молодёжи и патриотические убеждения башкирской молодёжи проявлялись уже не в политической форме, а через посещение культурных мероприятий, спортивных секций, увлечение национальными музыкальными инструментами, литературой, музыкой.
К концу 1990-х гг. в СБМ начался идеологический кризис, вследствие чего организация перестала справляться с задачами консолидации и социализации башкирской молодежи, что в первую очередь было связано со сменой лидеров, в такой же ситуации находился и «Союз Татарской молодёжи» в Татарстане. Со сменой лидеров сменился и «вектор оппозиционности», организация стала выступать целиком в поддержку республиканской власти.
Назначение осенью 1999 г. В. В. Путина главой Правительства и избрание на должность Президента России стали поворотным пунктом во взаимоотношениях регионов с федеральным центром. С этого момента одним из основных направлений деятельности башкирского национального молодёжного движения становятся протестные акции, направленные против политики урезания полномочий республики федеральным центром. Союз башкирской молодёжи подчёркивал, что видит Республику Башкортостан в составе Российской Федерации, но выступал против унитарного принципа построения государства, отстаивая принципы федерализма.

### 2000-е года
В 2007 и 2008 годах на общественно-политической арене Республики Башкортостан появляется Башкирское общественное движение «Кук-Буре», организованное рядом молодых представителей башкирской гуманитарной интеллигенции, называвших себя «либеральными башкирскими националистами». Численность организации не превышала 30 человек. По характеру своей деятельности «Кук-Буре» использовал методы работы башкирских национальных организаций начала 90-х гг. XX века. Широкое освещение в региональных и федеральных СМИ получили митинги и пикеты, организованные «Кук Буре» против принятия Федерального закона «О внесении изменений в отдельные законодательные акты Российской Федерации, в части изменения понятия и структуры государственного образовательного стандарта», отменяющего национально-региональный компонент в государственном стандарте образования.

### 2010-е года
6 июня 2014 года основана новая организация «Башкорт» у подножья башкирской горы Торатау как общественное объединение, ставящее перед собой цель защиты интересов башкирского народа.
Представлением интересов организации занимались филиалы. В конце 2014 года был открыт первый филиал в Ишимбайском районе — южный филиал; в 2015 году был открыт зауральский филиал в Сибае; в 2016 году был открыт филиал в Хайбуллинском районе.
Члены организации неоднократно участвовали во многих политических и экологических акциях, в том числе в защиту прав башкир на изучение родного башкирского языка в 2017 году, а также в защиту шихана Куштау в 2020 году.

## Башкирские националистические организации

### «Союз башкирской молодёжи» (СБМ)
Была основана 3 ноября 1990 года. Первостепенными целями организации, задекларированных в её уставе, являлись: «защита экономических, политических, юридических, социальных и других прав и национальных интересов башкирской нации, особенно её молодёжи». Являлась одной из старейших национальных организаций и прославилась проведением ряда крупных акций, таких как захват уфимского телецентра и отправкой добровольцев в Ичкерию. Помимо этого организация устраивала военно-учебные лагеря «Бозкурт», её члены срывали российские флаги и жгли российские паспорта, устраивали многотысячные митинги.
В 1998 году организация поддержала выдвижение Муртазы Рахимова на очередной президентский срок.

### «Кук-Буре»
В 2006 году было основано башкирское правозащитное движение «Кук-Буре» («Небесный волк») (башк. Күк-бүре; Kük-Büre), изначально являвшееся историческим клубом. С течением времени движение стало правозащитным, имевшее серьёзное влияние на политическую жизнь в Республике Башкортостан. Идеологическим направлением являлся национал-либерализм, хотя имело место быть влияние пантюркизма. Иногда движение соотносят с турецкими серыми волками.

### БОО «Башкорт»
Одной из национальных организаций в Башкортостане являлась башкирская общественная организация «Башкорт», основанная 6 июня 2014 года и признанная в 2020 году экстремистской. Члены организации неоднократно участвовали во многих политических и экологических акциях, в том числе в защиту прав башкир на изучение родного башкирского языка в 2017 году, а также в защиту шихана Куштау в 2020 году.
В Темясово 30 сентября 2018 года произошёл конфликт между чеченскими мигрантами и башкирами, в ходе которого первые совершили нападение на местную девушку. Впоследствии произошла драка между членами этой организации и местными жителями с одной стороны, а также чеченскими мигрантами с другой. Участников драки доставили в местное РУВД, однако впоследствии одни были выпущены. Уже в октябре 2018 года глава Башкортостана Рустэм Хамитов подал в отставку.
В Сибай 12 ноября 2018 года произошёл очередной конфликт между курдскими мигрантами и башкирами по причине того, что первые совершили нападение на местного жителя. Вечером на главной площади города был устроен митинг с целью наказания обидчиков. Активное участие в митинге принимали и представители этой общественной организации.

## Политические преследования
В начале 2010-х годов был похищен Азамат Хасанов. Очевидцы сообщали, что его похитили на чёрном автомобиле и увезли в неизвестном направлении. Азамат отличался тем, что активно вступал в перепалки с правоохранительными органами, и даже угрожал им. Впоследствии, башкирский активист, аксакал Сагит Исмагилов интересовался у знакомого высокопоставленного силовика о судьбе Азамата Хасанова, на что тот попросил его об этом больше не спрашивать, так как по его словам «его уже нет».
В отношении Айрата Дильмухаметова в марте 2019 года было заведено уголовное дело, за что в апреле 2020 года международная правозащитная организация Мемориал признала его политическим заключённым, а 24 августа 2020 года суд приговорил его к 9 годам лишения свободы в колонии строгого режима.
В отношении Рамили Саитовой «Галим» было заведено уголовное дело за её видеоролик с участием армянских мигрантов и в ноябре 2021 года она была осуждена.
В сентябре 2022 года было заведено уголовное дело в отношении Руслана Габбасова за организацию сообщества «Башкорт», которую российские власти в 2020 году признали экстремистской. В ноябре 2023 года в России задержали Рустама Фараретдинова, который является братом известного политэмигранта Руслана Габбасова. Рустам Фараретдинов сообщил, что силовики задержали его чтобы заставить вернутся в Россию Руслана Габбасова.
В ноябре 2023 года был арестован Рустам Фараретдинов по причине переписки с Русланом Габбасовым, который является свободным братом для первого. В личной переписки между ними, Фараретдинов интересовался у Габбасова созданием Роты «Башкорт» в составе ВСУ.

## Кувандыкский коридор
Между Башкортостаном и Казахстаном существует участок суши, называемый Кувандыкским коридором, который не позволяет образовать общую сухопутную границу. В состав коридора входят Кувандык, Кувандыкский район, Медногорск и Гайский район. Присоединение коридора в состав Башкортостана неоднократно обсуждалось некоторыми организациями и политиками, в частности организацией «Свободный Идель Урал» и Русланом Габбасовым, лидером Комитета башкирского национального движения за рубежом. В 2018 году «Свободный Идель Урал» предлагала Радию Хабирову обсудить вопрос присоединения Кувандыкского коридора в состав Башкортостана. В 2021 они также дали ответ российскому правительству на заявление о необходимости укрупнения российских регионов тем, что предложили включить Кувандыкский коридор в состав Башкортостана. В свою очередь Руслан Габбасов, лидер Комитета башкирского национального движения за рубежом заявил, что Башкортостану следует восстановить контроль над Кувандыкским коридором.

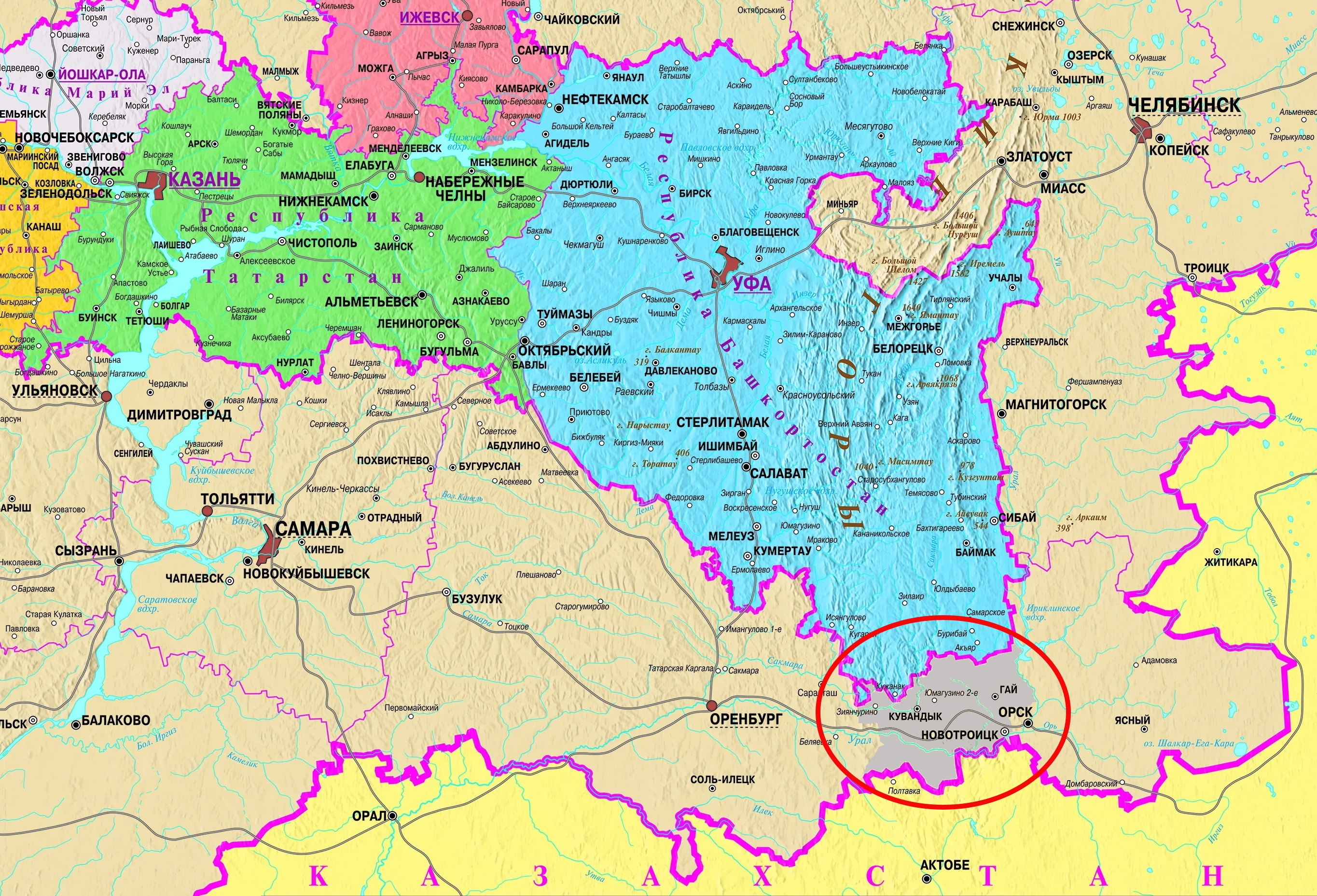
Кувандыкский коридор

В апреле 2024 года башкирскими националистами был предложен свой вариант потенциального флага Кувандыка в составе Башкортостана[значимость факта?].

## Современность

### Башкирский Национальный Политический Центр
В конце 2021 года, башкирским активистом Русланом Габбасовым был основан Башкирский Национальный Политический Центр. Изначально, выступающая с идеей переучреждения федеративных отношений между Республикой Башкортостан и Россией, организация стала придерживаться жёсткого курса на приобретение независимости Башкортостана, после начала полномасштабного вторжения России в Украину. Организация стала одной из составных частей Форума свободных народов пост-России, успев выступить на форуме в Европейском парламенте и парламенте Японии.
В июле 2024 года организация признана Россией экстремистской.

### Комитет башкирского национального движения за рубежом
Создание Комитета башкирского национального движения за рубежом произошло 4 марта 2023 года на учредительном съезде башкирских политических эмигрантов (Курултай). В рамках проведённого съезда, функцией комитета послужило представление интересов Башкирского национального движения в мире. Целью комитета выступило единение сил башкирской диаспоры для подготовки к обретению независимости демократическим и мирным путём. Лидером комитета является Руслан Габбасов.
В январе 2024 года Комитет поддержал протесты в Башкортостане.
В июле 2024 года организация признана в России экстремистской.

### Поддержка Украиной движения за независимость Башкортостана
В ноябре 2022 года в составе ВСУ была создана рота «Башкорт», состоящая из башкир. Кроме помощи Украине в войне с Россией целью подразделения также было заявлено о получении независимости Башкортостана и других народов, находящимся в составе России.
В декабре 2022 года в украинский парламент был внесён проект постановления о признании независимости Республики Башкортостан. По состоянию на август 2023 года проект находится в процессе рассмотрения.
В мае 2023 года министр обороны Украины написал статью, в которой лично обратился к башкирам и указал на существующие проблемы внутри страны. В своём обращении украинский министр отметил то, что Башкортостан, будучи богатой на ресурсы республикой, не имеет должного уровня жизни. Резников также упомянул про языковую дискриминацию башкир и других народов. Он задается вопросом, как погибающие на войне башкиры помогут решить вопрос башкирской субъектности и башкирского языка.
4 сентября 2023 года башкирскими национальными активистами была создана «армия освобождения» на базе ВСУ. Целью формирования была названа «защита Республики Башкортостан и всего её многонационального народа», однако оно будет подчиняться командованию ВСУ до окончания боевых действий на территории Украины.